# Sepiola affinis
Sepiola affinis е вид главоного от семейство Sepiolidae.

## Разпространение и местообитание
Видът е разпространен в Албания, Алжир, Босна и Херцеговина, Гърция (Егейски острови и Крит), Испания (Балеарски острови и Северно Африкански територии на Испания), Италия (Сардиния и Сицилия), Малта, Мароко, Словения, Тунис, Турция, Франция (Корсика), Хърватия и Черна гора.
Среща се на дълбочина около 36 m, при температура на водата около 19,7 °C и соленост 37,6 ‰.